# Joanna Jędrzejczak
Joanna Ewa Jędrzejczak (ur. 2 stycznia 1957) – polski lekarz neurolog, nauczyciel akademicki, doktor habilitowany nauk medycznych.

## Życiorys
W 1981 ukończyła studia w Wydziale Lekarskim Akademii Medycznej w Warszawie. Specjalista w zakresie neurologii (I stopień w 1987 i II stopień w 1993).
Stopień doktora nauk medycznych uzyskała w 1991 w Instytucie – Centrum Medycyny Doświadczalnej i Klinicznej PAN w Warszawie na podstawie rozprawy pt. Zmiany w mózgu szczura po przebytej śmierci klinicznej. Charakterystyka patofizjologiczna i morfologiczna. W 2003 w Centrum Medycznym Kształcenia Podyplomowego w Warszawie uzyskała stopień doktora habilitowanego na podstawie pracy pt. Analiza symptomatologiczno-elektroencefalograficzna psychogennych napadów rzekomopadaczkowych z zastosowaniem techniki wideometrycznej. W 2008 otrzymała stanowisko profesora nadzwyczajnego w Centrum Medycznym Kształcenia Podyplomowego.
Zawodowo od 1988 związana z Centrum Medycznym Kształcenia Podyplomowego. W kadencji 2008–2012 i 2012–2016 dyrektor tej uczelni.
Członkini m.in. Polskiego Towarzystwo Neuropatologii, Polskiego Towarzystwa Neurologicznego, Polskiego Towarzystwa Epileptologii i Oddziału Polskiego Międzynarodowej Ligi Przeciwpadaczkowej.
Autorka lub współautorka ponad 170 publikacji, w tym podręczników na temat diagnostyki i leczenia farmakologicznego padaczki.

## Odznaczenia
- Krzyż Kawalerski Orderu Odrodzenia Polski (2017)[5]
- Srebrny Krzyż Zasługi[6]
- Medal Komisji Edukacji Narodowej[7]